# 雷米扎
雷米扎（法語：Rémuzat，法語發音：[ʁemyza]）是法国德龙省的一个市镇，属于尼永斯区。

## 地理
雷米扎（44°24'49"N, 5°21'23"E）面积16.78 平方千米，位于法国奥弗涅-罗讷-阿尔卑斯大区德龙省，该省份为法国东南部内陆省份，北起顺时针与伊泽尔省、上阿尔卑斯省、上普罗旺斯阿尔卑斯省、沃克吕兹省和阿尔代什省接壤。
与雷米扎接壤的市镇（或旧市镇、城区）包括：贝莱孔布塔朗多、科尔尼亚克、乌勒河畔科尔尼永、珀洛讷、勒波厄西吉拉、圣迈、韦尔克洛斯。
雷米扎的时区为UTC+01:00、UTC+02:00（夏令时）。

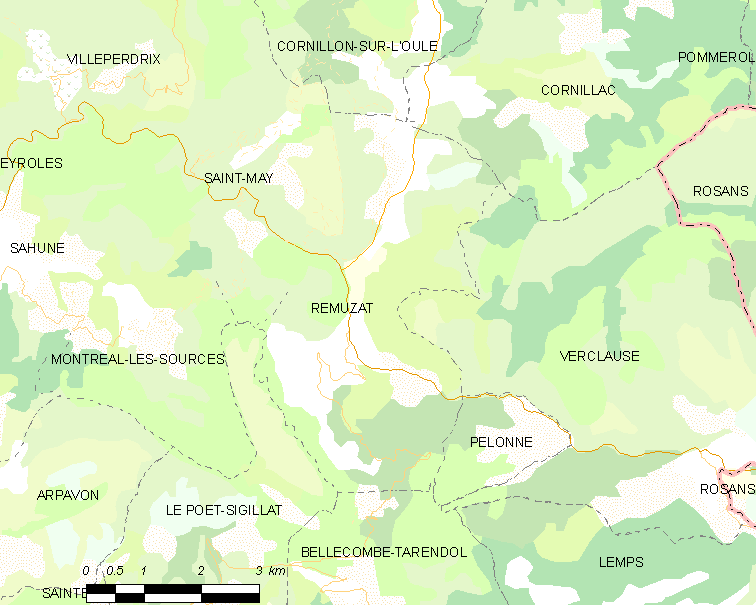
雷米扎的OSM定位图

## 行政
雷米扎的邮政编码为26510，INSEE市镇编码为26264。

## 政治
雷米扎所属的省级选区为尼永斯-巴罗尼县。

## 人口

1962-2008年间雷米扎人口变化图示

雷米扎于2022年1月1日时的人口数量为317人。